# The Carpenters
The Carpenters là bộ đôi ca sĩ và nhạc công người Mỹ, gồm hai anh em ruột Karen (1950–1983) và Richard Carpenter (sinh 1946). Hai nghệ sĩ đã sản xuất những sản phẩm âm nhạc có phong cách nhẹ nhàng, kết hợp giữa giọng nữ trầm của Karen với những kĩ năng cải biên và sáng tác của Richard. Trong sự nghiệp kéo dài 14 năm của họ, The Carpenters đã thu âm tổng cộng 10 album cùng nhiều đĩa đơn và một số chương trình truyền hình đặc biệt.
Hai anh em sinh ra tại New Haven, Connecticut và chuyển đến Downey, California vào năm 1963. Lúc còn nhỏ, Richard đi học chơi piano rồi trở thành sinh viên của Đại học Tiểu bang California, Long Beach, trong khi Karen học chơi trống trong khoảng thời gian đó. Hai người lần đầu biểu diễn cùng nhau vào năm 1965 và thành lập bộ tam nghệ sĩ nhạc jazz Richard Carpenter Trio, và sau đó là nhóm nhạc theo phong cách middle-of-the-road Spectrum. Với việc ký kết hợp đồng với A&M Records vào năm 1969 dưới nghệ danh Carpenters, bộ đôi đã đạt được thành công lớn ngay trong năm sau với các đĩa đơn hit "(They Long to Be) Close to You" và "We've Only Just Begun". Sau đó, những giai điệu nhạc pop thương hiệu của họ đã sản sinh ra một loạt các bản thu âm hit, phá vỡ nhiều kỷ lục trên các bảng xếp hạng American Top 40 và Adult Contemporary. Bộ đôi trở thành nghệ sĩ có doanh số hàng đầu ở các dòng nhạc soft rock, easy listening và adult contemporary. The Carpenters có tổng cộng ba đĩa đơn quán quân và năm đĩa đơn á quân trên bảng xếp hạng Billboard Hot 100, 15 ca khúc hit trên bảng xếp hạng Adult Contemporary, cùng 12 đĩa đơn nằm trong top 10. Bộ đôi đã bán ra hơn 90 triệu bản thu âm trên toàn cầu và là một trong những nghệ sĩ bán đĩa chạy nhất mọi thời đại. Trong thập niên 1970, bộ đôi liên tục thực hiện các chuyến lưu diễn và điều này khiến hai nghệ sĩ phải chịu thêm nhiều căng thẳng. Vào năm 1979, Richard phải dừng hoạt động trong một năm sau khi nghiện chất an thần Quaalude. Trong khi đó, sức khỏe của Karen bị ảnh hưởng nghiêm trọng bởi hội chứng chán ăn tâm thần.
Sự nghiệp của bộ đôi chấm dứt vào năm 1983, khi Karen qua đời sau một cơn suy tim gây ra bởi những biến chứng của bệnh chán ăn. Tin tức về tình cảnh của Karen xuất hiện rộng khắp trên báo chí và các phương tiện truyền thông, khiến công chúng bắt đầu nhận thức rõ ràng hơn về những hội chứng rối loạn ăn uống. Mặc dù The Carpenters từng bị chỉ trích vì hình ảnh sạch sẽ và lành mạnh đến mức bảo thủ trong thập niên 1970, âm nhạc của họ sau này đã được nhìn nhận, đánh giá lại, nhận được những lời tán dương từ các nhà phê bình và tiếp tục gặt hái những thành công thương mại.

## Lịch sử

### Giai đoạn tiền Carpenters

#### Thơ ấu
Hai anh em nhà Carpenters đều sinh tại bệnh viện Grace–New Haven Hospital (nay có tên là Yale–New Haven Hospital) ở New Haven, Connecticut. Họ là con của Harold Bertram (8 tháng 11 năm 1908 – 15 tháng 10 năm 1988) và Agnes Reuwer (tên khai sinh là Tatum, 5 tháng 3 năm 1915 – 10 tháng 11 năm 1996). Harold sinh ra tại Ngô Châu, Trung Quốc, sau đó chuyển đến Anh Quốc vào năm 1917 và đến Hoa Kỳ vào năm 1921. Trong khi đó, Agnes sinh ra và lớn lên ở Baltimore, Maryland. Hai người kết hôn vào ngày 9 tháng 4 năm 1935 và hạ sinh đứa con đầu lòng Richard Lynn vào ngày 15 tháng 10 năm 1946. Họ sinh đứa con thứ hai, Karen Anne, vào ngày 2 tháng 3 năm 1950. Richard là một đứa trẻ trầm tính và dành phần lớn thời gian ở nhà để nghe nhạc của Rachmaninoff, Tchaikovsky, Red Nichols và Spike Jones, cũng như chơi piano. Karen lại là một đứa trẻ thân thiện và dễ gần. Cô thích chơi thể thao và thường xuyên chơi bóng mềm với những đứa trẻ hàng xóm. Tuy nhiên, Karen vẫn dành nhiều thời gian cho việc lắng nghe âm nhạc. Cô thích nhảy múa và bắt đầu tham gia các lớp học múa ba lê và nhảy clacket từ năm bốn tuổi. Karen và Richard rất thân thiết với nhau và đều thích thú với âm nhạc. Cụ thể là, hai anh em là những người hâm mộ của Les Paul and Mary Ford – một bộ đôi nghệ sĩ sử dụng kỹ thuật liên tục ghi đè giọng hát và các nhạc cụ trong những sản phẩm âm nhạc của họ. Richard bắt đầu đi học piano vào năm tám tuổi, nhưng nhanh chóng tỏ ra không hài lòng với định hướng mang tính chính quy của các buổi học và nghỉ học sau một năm. Năm 11 tuổi, ông bắt đầu tự học chơi piano bằng cách lắng nghe những giai điệu và trở lại học tập với một giáo viên khác. Lần này, ông trở nên thích thú hơn với việc chơi piano và thường xuyên luyện tập tại nhà. Đến năm 14 tuổi, ông tỏ ra quan tâm đến việc biểu diễn chuyên nghiệp và bắt đầu đi học tại Trường Âm nhạc Yale.
Tháng 6 năm 1963, gia đình Carpenter chuyển đến vùng ngoại ô Downey của Los Angeles với hy vọng sẽ tìm được những cơ hội âm nhạc tốt hơn cho Richard. Ông được yêu cầu giữ vai trò người tổ chức cho các đám cưới và khóa lễ tại nhà thờ Giám lý địa phương. Thay vì chơi các bài thánh ca theo truyền thống, ông thỉnh thoảng lại cải biên một số ca khúc đương đại của Beatles theo phong cách của "nhà thờ". Cuối năm 1964, Richard ghi danh vào trường Đại học Tiểu bang California ở Long Beach. Ở đây, ông đã gặp những người mà sau này đã cùng ông sáng tác nhạc, bao gồm John Bettis, Wesley Jacobs và người chỉ đạo dàn hợp xướng Frank Pooler. Jacobs là một người bạn của Richard và sau này đã đảm nhận chơi bass và tuba cho bộ tam Richard Carpenter Trio, còn Pooler đã cộng tác với Richard trong ca khúc tiêu chuẩn cho dịp Giáng Sinh "Merry Christmas Darling" vào năm 1966.
Cũng trong năm 1964, Karen nhập học tại Trường Trung học phổ thông Downey. Trong thời gian học tập tại đây, cô phát hiện ra mình có tài chơi trống. Lúc đầu, cô thử chơi glockenspiel, nhưng về sau, cô được truyền cảm hứng từ người bạn chơi trống từ năm ba tuổi Frankie Chavez. Cô trở nên nhiệt tình với việc chơi trống và bắt đầu học chơi những tác phẩm phức tạp hơn như "Take Five" của Dave Brubeck. Chavez thuyết phục cha mẹ của Karen mua cho cô một bộ trống Ludwig vào cuối năm 1964. Kể từ đó, cô bắt đầu tham gia các buổi học với những người chơi nhạc jazz ở địa phương, trong đó có cả những buổi học về cách đọc các bản nhạc cổ điển. Cô nhanh chóng thay bộ trống cho người nhập môn bằng một bộ trống Ludwig lớn tương tự bộ của tay trống Joe Morello của Brubeck. Richard và Karen lần đầu biểu diễn cùng nhau trước công chúng vào năm 1965, trong vai trò là thành viên của ban nhạc trong khoang của dàn giao hưởng phục vụ vở nhạc kịch Guys and Dolls tổ chức ở địa phương.

## Danh sách đĩa nhạc
The Carpenters đã phát hành tổng cộng 10 album trong sự nghiệp của họ. Trong số đó, có năm album có ít nhất hai đĩa đơn lọt vào top 20 của bảng xếp hạng Billboard Hot 100 (Close to You, Carpenters, A Song for You, Now & Then và Horizon). Bộ đôi có 10 đĩa đơn được chứng nhận Vàng từ RIAA và 22 đĩa đơn đạt đến vị trí trong top 10 của bảng xếp hạng Adult Contemporary.

### Album phòng thu
- Offering/Ticket to Ride (1969)
- Close to You (1970)
- Carpenters (1971)
- A Song for You (1972)
- Now & Then (1973)
- Horizon (1975)
- A Kind of Hush (1976)
- Passage (1977)
- Christmas Portrait (1978)
- Made in America (1981)

### Các sản phẩm sau khi giải nghệ
- Voice of the Heart (1983)
- An Old-Fashioned Christmas (1984)
- Lovelines (1989)
- As Time Goes By (2004)
- Carpenters With The Royal Philharmonic Orchestra (2018)

## Sách tham khảo
- Coleman, Ray (1994). The Carpenters: The Untold Story. Harpercollins. ISBN 978-0-06-018345-5.
- Costin, Carolyn (2007). The Eating Disorder Sourcebook. McGraw-Hill Professional. ISBN 978-0-0718-1999-2.
- Levitin, Daniel (1995). "Arranging Master Class: Richard Carpenter". Electronic Musician. Truy cập ngày 7 tháng 10 năm 2017.
- Lott, Eric (2008). "Perfect is Dead: Karen Carpenter, Theodor Adorno, and the Radio; or, If Hooks Could Kill". Quyển 50 số 2. Criticism – qua Project MUSE. {{Chú thích tạp chí}}: Chú thích magazine cần |magazine= (trợ giúp)
- Petrucelli, Alan W. (2009). Morbid Curiosity: The Disturbing Demises of the Famous and Infamous. Penguin. ISBN 978-1-1011-4049-9.
- Schmidt, Randy (2010). Little Girl Blue: The Life Of Karen Carpenter. Chicago Review Press. ISBN 978-1-556-52976-4.
- Schmidt, Randy, biên tập (2012) [2002]. Yesterday Once More: The Carpenters Reader. Chicago Review Press. tr. 47–49. ISBN 978-1-613-74417-8.{{Chú thích sách}}:  Quản lý CS1: ref trùng mặc định (liên kết)
- Simpson, Kim (2011). Early 70s Radio: The American Format Revolution. Continuum International Publishing Group. ISBN 978-1-44112-9-680.
- Stanton, Scott (2003). The Tombstone Tourist: Musicians. Simon and Schuster. ISBN 978-0-743-46330-0.
- Talevski, Nick (2006). Rock Obituaries – Knocking On Heaven's Door. Omnibus Press. ISBN 978-1-8460-9091-2.
- Terrace, Vincent (2013). Television Specials: 5,336 Entertainment Programs, 1936–2012 (ấn bản thứ 2). McFarland. ISBN 978-1-476-61240-9.
- Tobler, John (1998). The Complete Guide to the Music of the Carpenters. Omnibus Press. ISBN 978-0-711-96312-2.
- Zerbe, Kathryn J. (1995). The Body Betrayed: A Deeper Understanding of Women, Eating Disorders, and Treatment. Gürze Books, LLC. ISBN 0-936077-23-9.